# Kanton Oyonnax-Sud
Kanton Oyonnax-Sud (fr. Canton d'Oyonnax-Sud) byl francouzský kanton v departementu Ain v regionu Rhône-Alpes. Skládal se z pěti obcí. Zrušen byl po reformě kantonů 2014.

## Obce kantonu
- Bellignat
- Géovreisset
- Groissiat
- Martignat
- Oyonnax (jižní část)